# Штоббе, Отто
Отто Штоббе (1831—1887) — немецкий (прусский) историк-юрист, профессор германского права.

## Биография
Родился в 1831 году в прусском городе Кёнигсберг. Будучи студентом, заинтересовался правовой историей евреев в Германии, для которой находил много данных в регестах Бёмера. Первые результаты работ О. Штоббе изложены в лекции, прочитанной им в Кёнигсберге и напечатанной в журнале «Пограничники» («Grenzboten» (1859 год, № 17)).
Был профессором в кёнигсбергском, бреславльском и лейпцигском университетах. Отто Штоббе состоял членом «Историческая комиссия по истории древних евреев в Германии» («Historische Commission für Geschichte d. Juden in Deutschland»).

## Труды
- «Zur Geschichte des deutschen Vertragsrechts» (Лейпциг, 1855)[3];
- «Geschichte der deutschen Rechtsquellen» (1860—1864);
- «Beiträge zur Geschichte des deutschen Rechts» (1865);
- Обширное исследование под заглавием «Die Juden in Deutschland während des Mittelalters in politischer, socialer und rechtlicher Beziehung» (Брауншвейг, 1866 год), отличающееся обилием данных, новым их освещением и систематизацией многообразных вопросов правовой и социальной жизни евреев, их быта и занятий. Книга написана популярно. После краткого обзора истории евреев в Римской империи и в монархии Каролингов Штоббе переходит к политической истории немецких евреев; он освещает вопрос о возникновении камерного рабства (Kammerknechtschaft), ο значении права покровительства над евреями (Judenschutz[нем.]’a) и ο податном обложении. Особые главы посвящены общинному устройству евреев, присяге и свидетельским показаниям, уголовным преступлениям евреев, ограничениям в религиозном и социальном отношениях, участию в торговле и кредитных операциях и преследованиям евреев. Штоббе выделил в особые главы небольшие обзоры ο Майнце, Нюрнберге, Аугсбурге, Кёльне и Франкфурте-на-Майне, показав, как там складывалась жизнь евреев. Переиздана в 1902 году способом анастатического печатания[2].
- «Hermann Conring der Begründer der deutschen Rechtsgeschichte» (Берлин, 1870);
- «Handb. d. deutschen Privatrechts» (1871—85; 3 изд., 1893 и сл.).
- Статья «Die Judenprivilegien Heinrichs IV für Speier u. für Worms» (в Zeitschrift f. Gesch. d. Jud. in Deutschland, 1887, I)[2].